# Волнянка непохожая
Волнянка непохожая (лат. Numenes disparilis) — бабочка из семейства Волнянки. Единственный представитель олиготипического тропического рода в фауне России.

## Описание
Размах крыльев самцов 42—46 мм, самок 50—55 мм. Резко выражен половой диморфизм. Окраска крыльев самцов бархатисто-чёрная, с примесью бурых чешуек. Передние крылья с очерченными белыми жилками и с широкой белой или желтоватой полосой, косо пересекающей крыло от середины костального края к заднему углу. Задние крылья прорезаны светло-бурыми жилками, с размытым белым пятном в средней части.
Самка внешнем видом походит на бабочку из семейства Медведицы. Крылья более вытянутые, чем у самца. Передние крылья с жёлтыми жилками, и с тремя широкими бело-жёлтыми полосами — прямой у основания крыла, внешней вдоль наружного края и косой полосы, пересекающей крыло от базальной трети костального края к заднему углу. Задние крылья самок оранжево-жёлтые, с большими чёрными пятнами вдоль наружного края, иногда сливающимися в перевязь.

## Ареал
Западный и центральный Китай, Корейский полуостров, Япония. В России встречается в Приморском крае, описана из окрестностей Владивостока и с острова Аскольд. В XXI веке найдена на территории юга Хабаровского края.

## Местообитания
Встречается в смешанных хвойно-широколиственных лесам, смешанных чернопихтово-широколиственных леса по горным склонам. В северных районах иногда в долинных кедровниках. Предпочитает многоярусные лесные районы с подлеском из различных кустарников.

## Время лёта
Лёт во второй половине июля-августе. Самки активны в ночное время и прилетают на свет, самцы летают днем под пологом леса.

## Размножение
Зимуют яйца. Гусеницы встречаются со второй половины июня до конца июля. Питаются на грабе сердцелистном (Carpinus cordata) , на лещине маньчжурской (Corylus mandshurica). Окукливаются в рыхлом шелковистом коконе на листьях кормового растения. Стадия куколки 10-12 дней.

## Численность
Количественные учеты не проводились. Вид представлен небольшим числом локальных популяций.

## Замечания по охране
Занесен в Красную Книгу России (I категория — находящийся под угрозой исчезновения вид). Охраняется в заповедниках Кедровая падь, Лазовский и Уссурийский.